# ليه لايتون
ليه لايتون (بالإنجليزية: Les Layton)‏ هو لاعب كرة قاعدة أمريكي، ولد في 18 نوفمبر 1921 في Nardin, Oklahoma ‏ في الولايات المتحدة، وتوفي في 1 مارس 2014 في سكوتسديل في الولايات المتحدة.

## وصلات خارجية
- ليه لايتون على موقعبيزبول رفرنس.كوم (الدوري الرئيسي) (الإنجليزية)